# Sarcomphalus joazeiro
El joazeiro, jua, juá o juazeiro (Sarcomphalus joazeiro) es una especie de planta con flor de la familia de las Rhamnaceae, símbolo de la caatinga del nordeste brasileño; muy adaptada a climas calurosos, semihúmedos y semiáridos; también se encuentra en Bolivia y Paraguay.

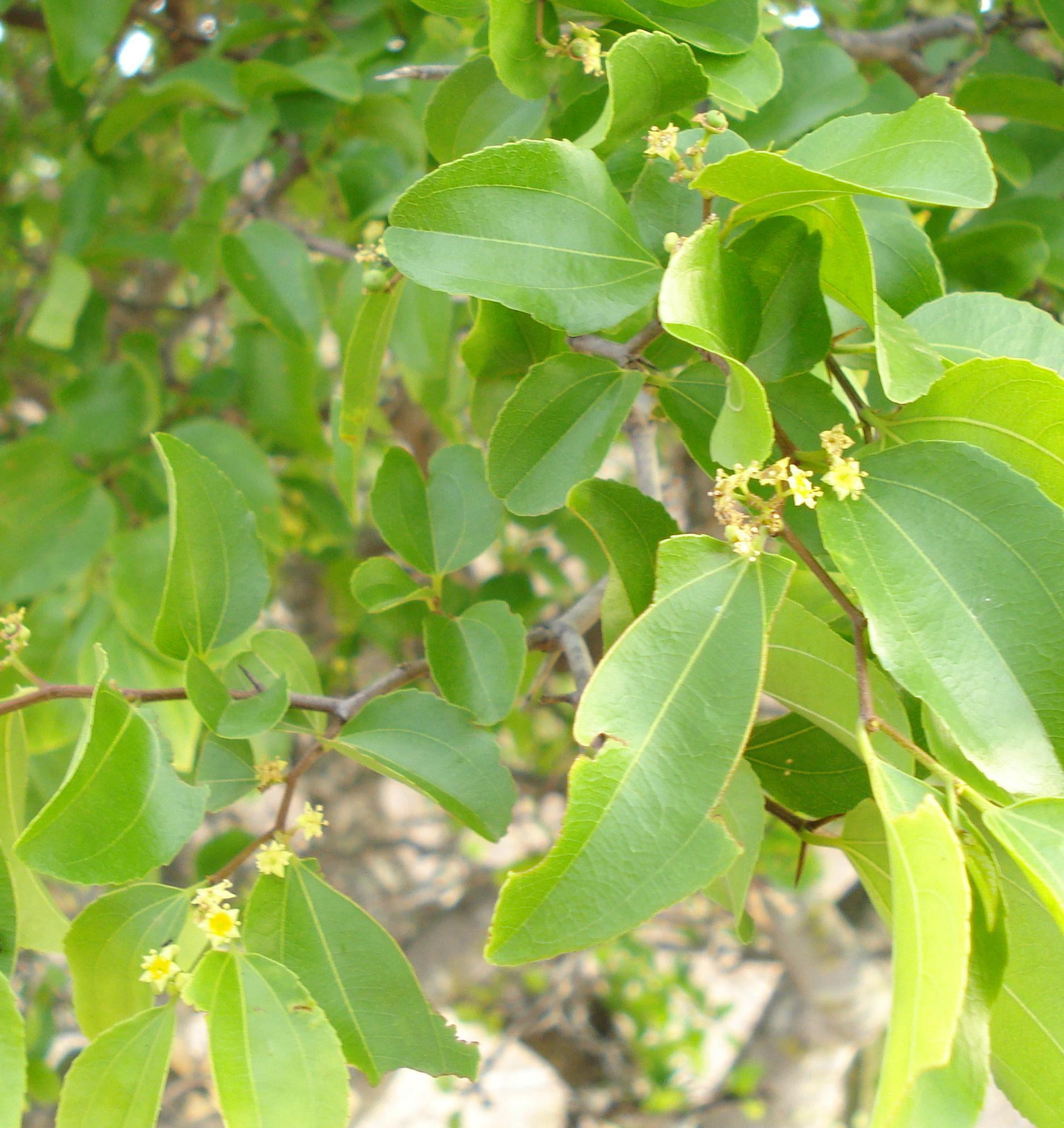
Flores

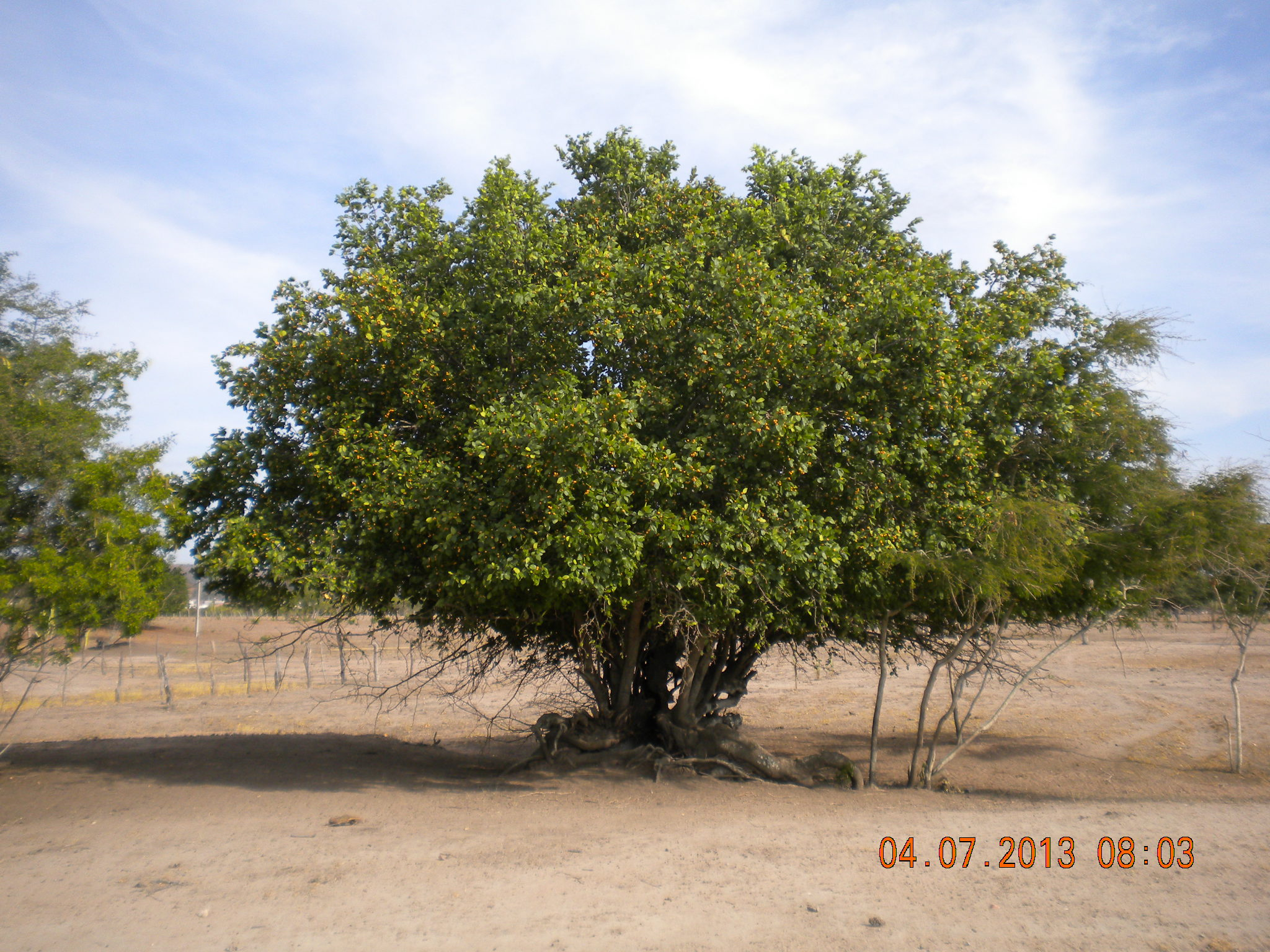
Vista del árbol

## Descripción
Es un árbol perennifolio, de hasta 12 m de altura y tronco de 3 a 5 dm de diámetro, es un árbol que en su ambiente natural de la sabana es de tamaño mediano, con ramas torcidas protegidas por espinas. Sin embargo, la especie se adapta bien a la mayoría de los lugares húmedos, donde se convierte en un elegante árbol de unos 15 metros de altura. Sus hojas se parecen a las hojas de canela, excepto por el ligero tono verde y más consistencia membranosa. Sus flores son pequeñas, de color crema, dando lugar a frutas esféricas, pequeñas, de color amarillento, dulce, con una semilla dentro. Sus frutos comestibles se utilizan para hacer jaleas entre otras preparaciones.

## Taxonomía
La especie fue descrita inicialmente como Ziziphus joazeiro por Carl Friedrich Philipp von Martius y publicada en Reise Brasilien 581, en 1828, actualmente es tanto un sinónimo como el basónimo de esta; y ulteriormente sería transferida al género Sarcomphalus por Frank Hauenschild en Taxon 65(1): 56, en 2016.

#### Etimología
Véase: Sarcomphalus
joazeiro: epíteto